# ジョン・エリック・ドゥードル
ジョン・エリック・ドゥードル（John Erick Dowdle、1973年 - ）は、アメリカ合衆国の映画監督、脚本家である。日本語では「ジョン・エリック・ダウドル」と表記されることもある。

## 経歴
ミネソタ州セントポール出身。ニューヨーク大学を卒業した。
『The Poughkeepsie Tapes』や『REC:レック/ザ・クアランティン』の監督を経て、2010年、M・ナイト・シャマラン製作のスリラー映画『デビル』を監督する。2014年、ホラー映画『地下に潜む怪人』を監督する。オーウェン・ウィルソン、ピアース・ブロスナン、レイク・ベルを主演に迎えた監督作品『クーデター』は2015年に公開された。

## フィルモグラフィー

### 映画
- The Poughkeepsie Tapes （2007年） - 監督・脚本・編集
- REC:レック/ザ・クアランティン Quarantine （2008年） - 監督・脚本
- デビル Devil （2010年） - 監督
- 地下に潜む怪人 As Above, So Below （2014年） - 監督・脚本
- クーデター No Escape （2015年） - 監督・脚本